# 戈登-洛布模型

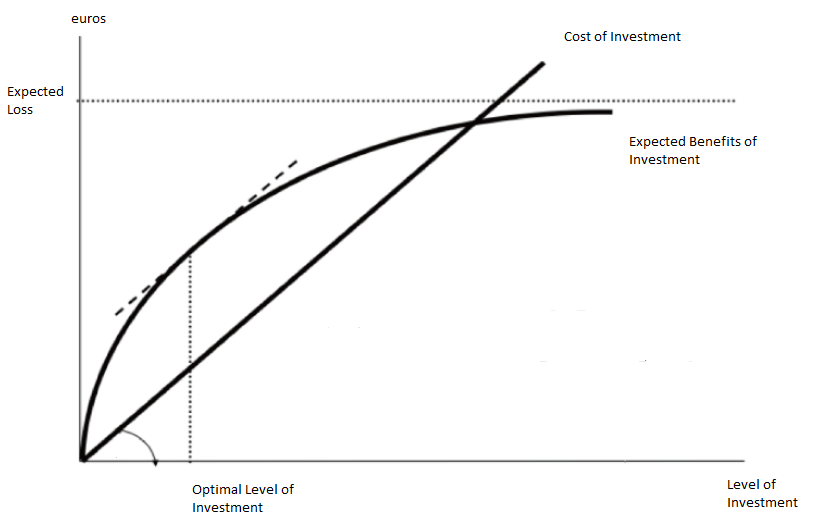
在假定收益邊際遞減的情形下，理想的公司電腦安全投資金額

戈登-洛布模型（Gordon-Loeb Model）是分析最优信息安全投资水平的数理经济学模型。
模型指出在一般情况下，一个公司需要用于保护信息安全的花费仅应当是预期损失（資料泄露所造成的损失的期望值）的一小部分。更为具体的说，多于信息安全漏洞预期损失百分之三十七的信息安全（包括网络安全）投资，通常是不经济的。同时，戈登-洛布模型指出，针对一定水平的潜在损失，用于保护一个信息集合的最优投资水平并不总随着信息集脆弱性的增强而增加。换言之，一个机构有可能从投资脆弱性为中等的信息集中获取更高的收益。
戈登-洛布模型最先由劳伦斯·戈登和马丁·洛布（Martin P. Loeb）发表于题为“信息安全投资经济学”（“The Economics of Information Security Investments”）的论文中。文章发表于2002年美国计算机学会的权威期刊—信息与系统安全会刊（ACM  Transactions on Information and System Security （页面存档备份，存于））。2004年，这篇论文又在《信息安全经济学》（Economics of Information Security （页面存档备份，存于））中再版。劳伦斯·戈登博士和马丁·洛布博士均在美国马里兰大学的罗伯特·史密斯商学院任教。
戈登-洛布模型（Gordon-Loeb Model）是信息安全经济学中被最广泛接受的一个理论模型。这个模型一再被学界和业界广泛引用，同时也被不同的框架下的实证研究所验证。值得一提的是，这一模型还被巴黎高师的马克·乐朗日（Marc Lelarge）和伊利诺伊大学—香槟分校的尤里·巴里史尼科夫（Yuliy Baryshnikov）从数学意义上进行了论证和推广。
此外，大众传媒华尔街日报和金融时报等也对戈登-洛布模型进行了专题报导。